# KSK Beveren
Vous lisez un « bon article » labellisé en 2015.
Pour les articles homonymes, voir Beveren.
Ne doit pas être confondu avec SK Beveren (4068).
Dernière mise à jour : 10 juillet 2025.
Le Koninklijke Sportkring Beveren est un club belge de football fondé en 1934 et basé à Beveren en Flandre orientale, non loin d'Anvers. Il porte le matricule 2300.
Le club compte six titres majeurs au niveau belge. Il remporte deux fois le championnat de Belgique, deux fois la Coupe de Belgique et deux fois la Supercoupe de Belgique. Tous ces trophées ont été remportés en six ans, de 1978 à 1984, à l'époque où le club bénéficiait d'une « génération dorée » comptant plusieurs internationaux belges dans ses rangs. Il est le club le plus titré de la province de Flandre-Orientale, devançant La Gantoise, qui compte un titre de champion, trois coupes et une Supercoupe de Belgique, et son rival du KSC Lokeren qui a remporté deux fois la coupe nationale.
Le KSK Beveren a participé à plusieurs reprises aux compétitions européennes, avec comme meilleur résultat une demi-finale en Coupe des vainqueurs de coupe 1978-1979 perdue contre le FC Barcelone. Le club est également connu pour la qualité de sa formation des gardiens de but, dont cinq ont porté le maillot de l'équipe nationale belge : Jean-Marie Pfaff, Filip De Wilde, Geert De Vlieger, Erwin Lemmens et Tristan Peersman.
En 2010, le club se met en inactivité et n'aligne pas d'équipe première, mais uniquement des équipes de jeunes, ainsi qu'une équipe féminine. C'est cette section qui maintient « vivant » le matricule beverenois, les équipes masculines étant désormais absorbées par le K. Red Star Waasland, rebaptisé depuis K. RS Waasland - Beveren SK abrégé et familièrement appelé « Waasland » ou encore « Waasland-Beveren ».
En 2022, à la suite de la montée en « P1 » du Supporters Kring Beveren (fondé en 2011), le matricule de celui-ci (9577) fusionne avec le « 2300 » toujours actif. Ce matricule est conservé et après la résolution d'un litige avec les détenteurs du matricule « 4068 » des accords interviennent sur lers appellations respectives. Le 2300 obtient le droit de s'appeller K. SK Beveren pour jouer en « P1 » .

## Histoire

### Fondation du club
Un premier club est fondé à Beveren le 8 septembre 1926 sous le nom Standaard Football Club Beveren-Waes. Il reçoit le matricule 737 lors de son affiliation à l'Union royale belge des sociétés de football association. Ce club ne rencontre que peu de succès, et cesse ses activités le 28 mai 1931. Le 1er juillet 1934, d'anciens membres de ce club décident de le reformer, en employant le nom de Voetbalclub Sportkring Beveren. Le 6 septembre 1935, ce nouveau club s'affilie à l'Union Belge avec l'appellation Sportkring Beveren-Waes, et reçoit le matricule 2300. Comme tous les clubs débutants, le club est versé dans les divisions provinciales.
À l'époque les matches internationaux entre clubs sont assez rares, et c'est donc un événement assez exceptionnel lorsque le club de Beveren dispute un match amical à domicile contre l'équipe anglaise d'Eastleigh Athletic Football Club le dimanche de Pâques 1938. L'équipe locale l'emporte 2-1, et doit disputer un match retour l'année suivante. Celui-ci n'a finalement jamais lieu en raison du début de la Seconde Guerre mondiale. Le club anglais reçoit une coupe en remerciement de leur déplacement qui, près de soixante ans plus tard, a été renvoyée à Beveren par le dernier joueur encore vivant d'Eastley, Leonard Durant. Elle est actuellement visible au Freethiel comme souvenir du premier match international disputé par le Sportkring Beveren-Waes.

### Seconde Guerre mondiale et évolution dans les divisions provinciales
Après le déclenchement de la Seconde Guerre mondiale, l'URBSFA décide de suspendre toutes les compétitions en cours, la mobilisation des joueurs pouvant déforcer certains clubs et fausser ainsi les compétitions. À la place, des « compétitions d'urgence » sont organisées au niveau régional, sans valeur officielle. Ainsi, en Flandre-Orientale, quatre séries sont constituées sur base géographique, sans système de montée ni promotion. Les compétitions sont interrompues au plus fort des combats, puis reprennent après la capitulation belge. Le 12 mai 1940, le championnat non officiel est terminé, et Beveren finit troisième derrière Scela Zele et Temsica.
Les compétitions « normales » reprennent la saison suivante, malgré les conditions de vie difficiles. En 1942-1943, le club dispute un barrage à trois pour la montée, face à Waasmunter et le Gerda Saint-Nicolas. Le match entre ces deux équipes se solde par une victoire 3-0 du Gerda, forçant les joueurs de Beveren à l'emporter par un plus grand écart sur le club de Saint-Nicolas. Menés 0-2, les joueurs beverenois parviennent à complètement renverser la tendance et s'imposent 6-2. Grâce à cette victoire, ils rejoignent la plus haute division provinciale, appelée Deuxième Provinciale. Le club reçoit le certificat officiel de la Fédération validant la montée, et malgré l'occupation allemande, une grande fête est organisée pour les joueurs et les supporters.

### Débuts en nationales
En 1949, le club est champion provincial, et gagne le droit de rejoindre la Promotion, alors troisième et dernier niveau national. Des festivités sont organisées pendant plusieurs jours dans la ville : parades, soirées festives, cabaret, banquet, ou encore un tour d'honneur dans la ville avec les clubs de supporters. Six semaines après le titre, le club tout entier, de la direction aux joueurs en passant par les responsables logistiques, sont reçus par le bourgmestre d'Anvers Lode Craeybeckx et l'archevêque de Malines Joseph Van Roey. À l'occasion de la montée du club en nationales, le terrain du Freethiel, alors dépourvu d'herbe, est remis à neuf. Une couche de terre des polders est déposée sur le terrain sablonneux, et du gazon est apporté d'un parc tout proche, le Park Ter Gaever. La vieille tribune est démolie, et une nouvelle plus confortable est reconstruite avec les mêmes matériaux. De nombreux supporters bénévoles aident à la réalisation des travaux. Le nouveau stade est inauguré le 21 août 1949 par un match amical remporté 5-2 contre l'Eendracht Alost, alors pensionnaire de Division 1.
Le club décroche la quatrième place dans sa série lors de sa première saison à ce niveau, performance qu'il réédite trois ans plus tard. Le club participe également pour la première fois à la Coupe de Belgique en 1953, année de « relance » de la compétition. Pour son entrée en lice, il hérite du Racing Malines, qui évolue en première division. Beveren est éliminé 6-1 par le futur finaliste, Roger Van Moer inscrivant le premier but du club en Coupe. Les saisons suivantes sont moins bonnes pour Beveren, qui termine plusieurs fois de peu au-dessus de la zone de relégation. Il ne peut cependant éviter la culbute au terme de la saison 1959-1960, terminant la saison avec seulement 14 points. Pour la première fois de son histoire, le club subit une rétrogradation, et doit reculer en Promotion, quatrième niveau national depuis 1952.

### Progression jusqu'en première division
Le club manque d'un rien la remontée directe la saison suivante. Après une fin de saison en boulet de canon, il termine à égalité de points avec le KSV Sottegem, qui est déclaré champion dans leur série pour avoir concédé moins de défaites. Finalement, le SK Beveren remporte sa série de Promotion deux ans plus tard, et remonte en troisième division. D'emblée, le club s'impose comme une des meilleures équipes de la division, et termine à la troisième place deux saisons de suite. Il fait encore mieux la saison suivante en remportant le titre dans sa série, malgré le départ de son jeune talent Wilfried Van Moer, ce qui lui permet de monter pour la première fois en Division 2. Les Jaune et bleu poursuivent sur leur lancée la saison suivante, et décrochent le titre dès leur première saison en deuxième division. Le club de Beveren accède donc à l'élite du football belge en 1967. Ils sont dirigés par un entraîneur de 43 ans, habitué aux divisions inférieures, Guy Thys. Une journée de festivités est organisée le 11 juin 1967 pour célébrer les joueurs champions, dont une réception à l'hôtel de ville, un banquet, un bal aux lampions, et une tombola ayant comme premier prix une Peugeot 404.

### Premier passage en Division 1
En accédant à la première division, le club doit moderniser le Freethiel pour répondre aux exigences du plus haut niveau. Deux nouvelles tribunes, une debout et une assise, sont érigées le long du terrain, les tribunes derrière les goals sont rénovées, les vestiaires sont modernisés, et l'éclairage est installé pour permettre la tenue de matches en soirée. Beveren termine juste au-dessus de la zone de relégation lors de sa première saison parmi l'élite. Ensuite, grâce à une politique de transferts ciblée, il termine les trois saisons suivantes en milieu du classement. Les dirigeants font notamment venir le gardien yougoslave Lukas Poklepovic du Hajduk Split via le FC Kaiserslautern pour résoudre les problèmes récurrents du clubs à ce poste. C'est à cette époque que la direction beverenoise décide de mettre en place une formation spécifique des gardiens de but au niveau des équipes de jeunes, qui fera la renommée du club durant les trente prochaines années.
Les joueurs waaslandiens réalisent leur meilleure performance lors de la saison 1969-1970 avec une cinquième place finale, qualificative pour la dernière édition de la Coupe des villes de foires. Ils y sont éliminés en huitièmes de finale par Arsenal, après avoir éliminé Valence au tour précédent. Ils terminent également septième du championnat la même année. La saison suivante est beaucoup moins réussie pour le club, qui termine dernier et est relégué en Division 2 après cinq saisons au plus haut niveau.

### L'âge d'or du SK Beveren

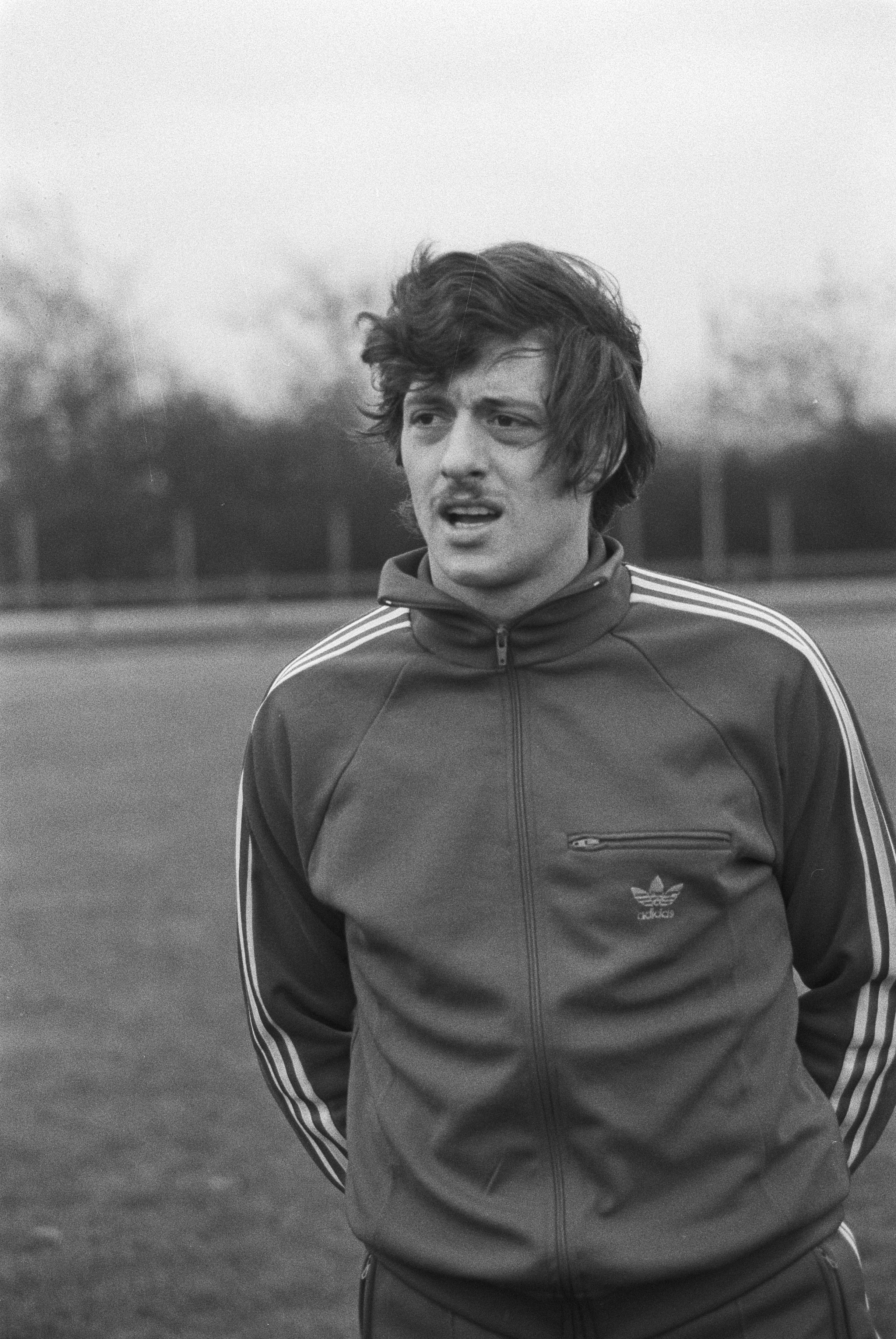
Albert Cluytens commence sa carrière à la grande époque du KSK Beveren

Le club de Beveren ne traîne pas au niveau inférieur. Il remporte directement le titre, et revient en première division après un an. Le club se stabilise en milieu de classement, terminant les quatre saisons suivantes entre la sixième et la treizième place. En 1977-1978, le club égale sa meilleure performance avec une nouvelle cinquième place. Le club remporte également le premier trophée de son histoire, la Coupe de Belgique, grâce à une « génération dorée », emmenée par le capitaine vétéran Jean Janssens, entouré de jeunes joueurs qui feront par la suite une brillante carrière comme Jean-Marie Pfaff, Wim Hofkens ou Albert Cluytens. La direction du club décide de raccourcir le nom officiel du club en fin de saison, qui devient dès lors simplement Sportkring Beveren.
Le SK Beveren réalise l'exploit d'éliminer l'Inter Milan en quarts de finale de la Coupe des vainqueurs de coupe, mais ne peut rien faire au tour suivant contre le FC Barcelone, futur vainqueur. Mais à côté de leurs prestations européennes, les joueurs écrivent la plus belle page de l'histoire du club en remportant le premier titre de champion de Belgique en 1979. En milieu de saison, le gardien Jean-Marie Pfaff devient le premier joueur du club à recevoir le Soulier d'or, suivi un an plus tard par Jean Janssens.

Équipes au coup d'envoi de la finale de la Coupe de Belgique 1982-1983. Beveren joue en jaune, le Club Bruges en bleu.

Qualifié pour la Coupe des clubs champions, Beveren y est éliminé dès le premier tour par le champion de Suisse, le Servette Genève. Cette élimination précoce marque le début d'une saison difficile pour le club, qui ne termine qu'à la onzième place en championnat. La saison suivante est meilleure, et grâce au retour de l'entraîneur à succès Urbain Braems, le club se classe quatrième, place qualificative pour la Coupe UEFA. Beveren parvient à y franchir un tour, et termine septième en championnat. En fin de saison, plusieurs joueurs importants de l'équipe s'en vont vers d'autres cieux, comme Jean-Marie Pfaff qui rejoint le Bayern Munich, ou mettent fin à leur carrière professionnelle, comme l'emblématique capitaine Jean Janssens.
L'équipe est reconstruite autour des deux piliers allemands, Heinz Schönberger et Erwin Albert. Un jeune gardien issu du centre de formation du club, Filip De Wilde, est appelé à remplacer le « monument » Pfaff. Des joueurs d'expérience et quelques jeunes promesses sont intégrés dans l'équipe, qui remporte à la surprise générale une deuxième Coupe de Belgique en 1983 et un second titre de champion en 1984, année du cinquantenaire du club. À l'occasion de cet anniversaire, le club reçoit le titre de « Société Royale », et adapte son nom en Koninklijke Sportkring Beveren, abrégé KSK Beveren. Après cette performance, Beveren atteint encore une fois la finale de la Coupe en 1985, où il s'incline après les tirs au but face au Cercle de Bruges. En championnat, le club termine cinquième trois saisons de suite, se qualifiant une fois pour la Coupe UEFA 1986-1987, où il réalise son dernier "exploit" européen en éliminant l'Athletic Bilbao au deuxième tour.

### Difficiles années 1990
Par la suite, les résultats deviennent de plus en plus mauvais, et le club ne peut éviter la culbute en deuxième division au terme de la saison 1989-1990. Il venait de disputer sa 17e saison consécutive au plus haut niveau national.
Le club joue en 1990-1991 sa troisième saison dans l'anti-chambre de l'élite, et la termine comme les deux précédentes : avec le titre de champion en poche. Beveren remonte en première division pour cinq ans, mais sans parvenir à égaler ses performances d'antan. Il ne peut faire mieux qu'une huitième place en 1992-1993, et est de nouveau relégué trois ans plus tard. Malgré un début de championnat manqué, le club est à nouveau sacré champion de Division 2 et peut remonter en première division après une saison.
De retour en D1, le club joue chaque saison pour son maintien, terminant toujours avec quelques points de plus que le premier relégué. En 2002, englué dans des problèmes financiers, le club termine bon dernier, avec seulement 14 points récoltés. Cette place aurait dû lui valoir une quatrième relégation, mais à la suite des rétrogradations administratives subies par le RWDM, 10e, et Alost, 17e, le club se maintient miraculeusement en première division.

### L'arrivée de Jean-Marc Guillou: l'ère ivoirienne
En 2001, Jean-Marc Guillou arrive au club au poste d'entraîneur. Cet ancien international français s'est consacré depuis la fin de sa carrière de joueur à la formation des jeunes. S'étant établi en Côte d'Ivoire depuis 1993, il crée l'Académie Mimosifcom, en s'appuyant sur la structure de l'ASEC Mimosas, le plus grand club du pays, ainsi que sur les financements d'un trust local nommé Sifcom. Guillou rencontre alors le succès puisque, dès le début, les premiers jeunes formés à l'académie survolent tous les tournois de leurs catégories d'âge avec parmi eux quelques futurs grands noms, comme Didier Zokora, Kolo Touré ou encore Romaric. En 1998, Guillou devient entraîneur de l'équipe première qui, composée en majorité par des « académiciens », remporte cette saison-là la Supercoupe d'Afrique et la Coupe de Côte d'Ivoire. Guillou prend ensuite en charge l'équipe nationale de ce même pays, mais à la suite de problèmes financiers, l'Académie Mimosifcom disparaît pour devenir l'Académie JMG, et Guillou quitte la Côte d'Ivoire. C'est donc à ce moment-là que l'entraîneur arrive au KSK Beveren avec comme ambition de faire venir en Europe les meilleurs éléments de son académie.
Entraîneur lors de sa première saison au club (qui finit dernier du championnat mais se sauve grâce aux relégations administratives d'autres clubs), le français est nommé directeur technique du club waaslandien à l'été 2002. Outre les liens avec son académie de football à Abidjan, associée à l'ASEC Mimosas, il instaure également un partenariat avec le club anglais d'Arsenal. Un reportage diffusé dans l'émisison Newsnight de la BBC, parlant d'une somme d'un million de livres prêtée par Arsenal à la société Goal, dont Guillou est un des actionnaires, provoque une enquête de la FIFA pour déterminer si Arsenal ne contrevient pas au règlement de la fédération interdisant à un club d'en contrôler un autre. Après qu'Arsenal a démontré qu'il ne s'agissait que d'un prêt sans intérêt n'ayant aucune influence sur l'administration interne du KSK Beveren, la FIFA et la Fédération anglaise décident de classer l'affaire sans sanctionner les deux clubs,.
L'arrivée massive de joueurs ivoiriens de qualité, parmi lesquels entre autres Yaya Touré puis Gervinho, ainsi que le prêt de quelques jeunes joueurs du club anglais, vont permettre au KSK Beveren de sortir la tête de l'eau, aussi bien sportivement que financièrement. Le club se stabilise durant deux saisons en milieu de classement, à bonne distance de la zone de relégation, et parvient à atteindre la finale de la Coupe de Belgique 2004, perdue face au FC Bruges. Lors de cette finale, Beveren n'aligne aucun joueur belge au coup d'envoi. L'équipe est basée sur une colonie ivoirienne, parmi laquelle figurent plusieurs joueurs qui deviendront par la suite des piliers de l'équipe nationale, entre autres Copa Boubacar, Emmanuel Eboué, Arthur Boka ou encore N'Dri Romaric,.
Grâce à cette place de finaliste, le club est qualifié pour la Coupe UEFA, Bruges étant également vice-champion et qualifié pour la Ligue des champions via le championnat. Les joueurs parviennent à atteindre la phase de groupes, mais y subissent quatre défaites en autant de matches. En championnat, le club doit à nouveau lutter pour son maintien, qu'il n'assure que pour un point en 2006. Mais cette saison marque un tournant dans l'histoire du club, avec le licenciement de Jean-Marc Guillou le 9 mars 2006, et la fin de facto des collaborations avec Arsenal et la Côte d'Ivoire.
Cette séquence de l'histoire du club a suscité de nombreux commentaires et analyses en raison du caractère atypique du travail de Guillou qui « en pleine Flandre traditionaliste, n'hésite pas à aligner un onze majoritairement ivoirien »,. De manière générale, sont retenus de cette période à la fois « les résultats sportifs moyens », mais aussi la qualité du jeu proposé par le club à ce moment-là. De plus, l'exemple de la collaboration « Guillou-ASCE Abidjan-KSK Beveren-Arsenal » est souvent utilisé pour illustrer ce que certains sociologues s'étant intéressé au football appellent le football drain, application au football du concept de brain drain (ou fuite des cerveaux),. Ces thèses accusent Guillou d'avoir abondamment tiré des profits financiers de ce système qui faisait alors du KSK Beveren un club étape entre l'Afrique et les meilleurs clubs européens pour les joueurs, ce qui, selon ces thèses, n'a pas non plus été à l'avantage ni du club belge ni de ces jeunes joueurs,,.

### Fin de parcours au plus haut niveau
Walter Meeuws est engagé durant l'été 2006 pour tenter de maintenir le club parmi l'élite, malgré le départ de plusieurs joueurs importants de l'équipe, liés à Guillou. Il est écarté en mars 2007 à la suite des mauvais résultats du club, qui végète en fond de classement. Il est remplacé par son adjoint Edy De Bolle, qui entame son deuxième intérim à la tête du club pour tenter de le sauver à nouveau. Mais les résultats en fin de saison ne s'améliorent pas, bien au contraire. Le club ne remporte qu'un seul match au second tour, et termine dernier. Le club redescend une nouvelle fois en Division 2, sans savoir à ce moment-là qu'il ne remontera plus jamais au plus haut niveau.
En mai, des discussions ont lieu avec les dirigeants du KSC Lokeren en vue d'une fusion entre les deux clubs, avec pour objectif de créer un grand club de football dans le Pays de Waes. Mais à la suite des protestations vives des supporters des deux équipes, les pourparlers n'aboutissent pas, et Beveren voit ses meilleurs joueurs quitter le club.

### Le chant du cygne en Division 2
Le KSK Beveren est logiquement cité parmi les favoris au titre au début de la saison 2007-2008. L'équipe, dirigée désormais par Alexandre Czerniatynski, entame le championnat assez moyennement, mais parvient à remonter la pente en fin de premier tour pour s'inscrire parmi les candidats au tour final. Mais le club est toujours empêtré dans des soucis financiers, et le coach est forcé d'utiliser de plus en plus de jeunes du club au lieu des joueurs professionnels pour réduire le montant des primes de match. Fin mars 2008, il est lui-même écarté et remplacé par l'entraîneur des espoirs Bart Selleslags, mais reste employé par le club en tant que conseiller sportif. Les résultats s'en ressentent, et l'équipe termine à une anonyme neuvième place. La direction et les supporters lancent une action de récolte de fonds baptisée « KSKB olé », qui rapporte 600 000€ au club, ce qui lui permet de payer les salaires des joueurs jusqu'en fin de saison et obtenir la licence pour le football rémunéré. Les derniers joueurs ivoiriens encore présents sont alors libérés de leur contrat et quittent le club.
Avec l'engagement de deux anciens joueurs du club, Marc Van Britsom et Heinz Schönberger comme entraîneurs adjoints, ainsi que quelques transferts de renom comme Nathan D'Haemers, le président Dirk Verelst indique clairement qu'il ne compte pas se contenter de vivoter en deuxième division, mais ambitionne de remonter parmi l'élite dans un délai de trois ans. Les résultats ne sont pas à la hauteur des ambitions du président. La saison ressemble à une copie de la précédente, le club ne parvenant pas à enchaîner les bonnes performances. Malgré quatre nouveaux transferts en janvier, Beveren ne parvient pas à se rapprocher du haut du classement. Le club chute petit à petit, ce qui coûte son poste à « Czernia », de plus en plus critiqué. Finalement, il termine treizième, très loin des espérances du président.
En juillet 2009, le club engage l'entraîneur à succès Johan Boskamp, avec un plan sur trois ans devant permettre au club de jouer les premiers rôles en championnat, tout en favorisant l'éclosion de jeunes joueurs du centre de formation. Mais l'alchimie ne prend pas, et le coach est licencié le 27 décembre 2009. Le club, ambitieux en début de saison, occupe alors l'avant-dernière place. Le 22 avril 2010, la direction beverenoise fait savoir qu'elle ne compte pas demander de licence pour le football rémunéré pour la saison prochaine, et descendra donc d'office en Division 3.

### Rapprochement avec le Red Star Waasland
Les dirigeants entament alors des négociations avec leurs homologues du Red Star Waasland en vue d'une fusion. Ils se mettent d'accord sur les modalités de celle-ci, mais elle ne peut avoir lieu avant la fin de la saison prochaine, la demande n'ayant pas été rentrée dans les délais à la Fédération belge. Pour contourner ce problème, le club décide de ne pas aligner d'équipe "senior" la saison prochaine, mais uniquement des équipes de jeunes, qui seront ensuite intégrées. Les joueurs sont libérés de leur contrat, et la plupart d'entre eux rejoignent le Red Star. Ce dernier déménage au Freethiel, et fait une demande officielle pour changer son appellation en KV Red Star Waasland - SK Beveren, communément abrégé Waasland-Beveren. Une fusion au sens strict n'a jamais lieu car le matricule 2300 perdure et est celui de l'équipe féminine du club, fondée en 2009.

### Relance grâce aux supporters
Au 1er juillet 2011, est créé le Yellow Blue Beveren qui reçoit le matricule 9577 et débute en P4. Ce cercle progresse dans la hiérarchie provinciale de Flandre orientale et accède à la « P2 » en vue de la saison 2019-2020. Le 1er juillet 2020, le matricule 9577 devient le Supporters Kring Beveren. Sous cette appellation, l'entité est championne au terme de l'exercice 2021-2022.
Avant le début du championnat 2022-2023, intervient une fusion entre les matricules « 9577 » et le « 2300 » toujours actif. Le matricule 2300 est conservé mais sous quelle appellation ? Un litige oppose les dirigeants/partisans du matricule 2300 et ceux du « 4068 » (Waasland-Beveren). Non seulement les deux cercles s'accordent sur leur nom respectif (« Beveren SK » pour l'équipe de D1B, « KSK Beveren » pour celle de P1) mais ils optent pour employer le même logo (celui historique du matricule 2300). Également dans les accords, une convention pour collaborer ensemble.

## Résultats en séries nationales
Les statistiques sont closes, le club n'existant plus, ou tout du moins son équipe masculine.

### Palmarès
Durant ses 76 ans d'existence, le KSK Beveren remporte six trophées nationaux majeurs et six titres de champion dans les séries nationales inférieures. Le club décroche son premier titre en champion de Belgique de Promotion au terme de la saison 1962-1963. Trois ans plus tard, il est champion de Division 3 et enchaîne avec un titre de champion de Division 2. Le club remporte un deuxième titre de champion de deuxième division en 1973, un an après sa première relégation.
Le KSK Beveren vit une période faste au tournant des années 1970 et 1980 en décrochant six trophées majeurs en six ans. Après la Coupe de Belgique en 1978, le club décroche son premier titre de champion de Belgique en 1979, suivi par la première édition de la Supercoupe de Belgique, pas encore reconnue officiellement. Le club perd en finale de la Coupe de Belgique 1979-1980 puis décroche un second trophée dans la compétition en 1983. Comme cinq ans plus tôt, le club ajoute un titre de champion de Belgique la saison suivante, suivi par une seconde Supercoupe de Belgique. Il dispute une quatrième finale de Coupe en 1985, perdue cette fois.
Les belles années du club sont terminées et il ne remportera plus que deux titres de champion de Division 2 en 1991 et 1997, après autant de relégation au niveau inférieur. Le dernier haut fait marquant du KSK Beveren est la finale de la Coupe de Belgique 2003-2004, perdue face au Club de Bruges.
| Titres majeurs | Titres mineurs |
| --- | --- |
| - Championnat de Belgique : - Champion (2) : 1979 et 1984 - Coupe de Belgique : - Vainqueur (2) : 1978 et 1983 - Finaliste (3) : 1980, 1985 et 2004 - Supercoupe de Belgique (2) : 1979 et 1984 | - Championnat de Belgique de deuxième division (4) : - Champion : 1967, 1973, 1991 et 1997 - Championnat de Belgique de troisième division (1) : - Champion : 1966 - Championnat de Belgique de Promotion (1) : - Champion : 1963 |

### Bilan
Le KSK Beveren atteint les séries nationales en 1949 et ne les quittera plus jusqu'à sa disparition en 2010. Après quatorze saisons en Division 3 et trois en Promotion, le club monte en Division 2 en 1966 et en Division 1 un an plus tard. Il ne jouera ensuite plus que dans les deux premières divisions nationales.
| Niv | Divisions     | Jouées | Titres | TM Up | TM Down |
| --- | ------------- | ------ | ------ | ----- | ------- |
| I   | 1re nationale | 37     | 2      |       |         |
| II  | 2e nationale  | 7      | 4      |       |         |
| III | 3e nationale  | 14     | 1      |       |         |
| IV  | 4e nationale  | 3      | 1      |       |         |
| V   | 5e nationale  | 0      | 0      |       |         |
|     |               |        |        |       |         |
|     | TOTAUX        | 61     | 8      | 0     | 0       |

- TM Up : test-match pour départager des égalités, ou toutes formes de Barrages ou de Tour final pour une montée éventuelle.
- TM Down : test-match pour départager des égalités, ou toutes formes de Barrages ou de Tour final pour le maintien.

### Classements saison par saison
Le KSK Beveren a remporté deux titres de champion de Belgique au cours de son histoire. En dehors de ces deux titres, le club n'a jamais terminé sur le podium de la Division 1, comptant une quatrième place et cinq cinquièmes places comme meilleures performances. Le club est le premier en Belgique à remporter un titre dans chaque division nationale, ce que seuls trois autres clubs ont réussi à faire par la suite, la Royale Union Saint-Gilloise, le KRC Genk, et le Royal Football Club de Liège. Il est toutefois le seul à les avoir remportés dans l'ordre hiérarchique.
| Ordre     | Saison              | Nom du club         | Niveau                 | Classement final    | Remarques           |
| --------- | ------------------- | ------------------- | ---------------------- | ------------------- | ------------------- |
| 1         | 1949-1950           | SK Beveren-Waes     | Promotion (D3) série B | 4e/16               |                     |
| 2         | 1950-1951           | SK Beveren-Waes     | Promotion (D3) série B | 7e/16               |                     |
| 3         | 1951-1952           | SK Beveren-Waes     | Promotion (D3) série B | 5e/16               |                     |
| 4         | 1952-1953           | SK Beveren-Waes     | Division 3 série B     | 4e/16               |                     |
| 5         | 1953-1954           | SK Beveren-Waes     | Division 3 série A     | 9e/16               |                     |
| 6         | 1954-1955           | SK Beveren-Waes     | Division 3 série B     | 13e/16              |                     |
| 7         | 1955-1956           | SK Beveren-Waes     | Division 3 série A     | 8e/16               |                     |
| 8         | 1956-1957           | SK Beveren-Waes     | Division 3 série B     | 12e/16              |                     |
| 9         | 1957-1958           | SK Beveren-Waes     | Division 3 série A     | 12e/16              |                     |
| 10        | 1958-1959           | SK Beveren-Waes     | Division 3 série B     | 13e/16              |                     |
| 11        | 1959-1960           | SK Beveren-Waes     | Division 3 série B     | 15e/16              | Relégué             |
| 12        | 1960-1961           | SK Beveren-Waes     | Promotion série D      | 2e/16               | [ saisons 1 ]       |
| 13        | 1961-1962           | SK Beveren-Waes     | Promotion série B      | 3e/16               |                     |
| 14        | 1962-1963           | SK Beveren-Waes     | Promotion série B      | 1er/16              | Champion et promu   |
| 15        | 1963-1964           | SK Beveren-Waes     | Division 3 série B     | 3e/16               |                     |
| 16        | 1964-1965           | SK Beveren-Waes     | Division 3 série A     | 3e/16               |                     |
| 17        | 1965-1966           | SK Beveren-Waes     | Division 3 série B     | 1er/16              | Champion et promu   |
| 18        | 1966-1967           | SK Beveren-Waes     | Division 2             | 1er/16              | Champion et promu   |
| 19        | 1967-1968           | SK Beveren-Waes     | Division 1             | 13e/16              |                     |
| 20        | 1968-1969           | SK Beveren-Waes     | Division 1             | 6e/16               |                     |
| 21        | 1969-1970           | SK Beveren-Waes     | Division 1             | 5e/16               | C3                  |
| 22        | 1970-1971           | SK Beveren-Waes     | Division 1             | 7e/16               |                     |
| 23        | 1971-1972           | SK Beveren-Waes     | Division 1             | 16e/16              | Relégué             |
| 24        | 1972-1973           | SK Beveren-Waes     | Division 2             | 1er/16              | Champion et promu   |
| 25        | 1973-1974           | SK Beveren-Waes     | Division 1             | 10e/16              |                     |
| 26        | 1974-1975           | SK Beveren-Waes     | Division 1             | 12e/20              |                     |
| 27        | 1975-1976           | SK Beveren-Waes     | Division 1             | 6e/19               |                     |
| 28        | 1976-1977           | SK Beveren-Waes     | Division 1             | 13e/18              |                     |
| 29        | 1977-1978           | SK Beveren-Waes     | Division 1             | 5e/18               |                     |
| 30        | 1978-1979           | SK Beveren          | Division 1             | 1er/18              | Champion            |
| 31        | 1979-1980           | SK Beveren          | Division 1             | 11e/18              |                     |
| 32        | 1980-1981           | SK Beveren          | Division 1             | 4e/18               | C3                  |
| 33        | 1981-1982           | SK Beveren          | Division 1             | 7e/18               |                     |
| 34        | 1982-1983           | SK Beveren          | Division 1             | 6e/18               |                     |
| 35        | 1983-1984           | SK Beveren          | Division 1             | 1er/18              | Champion            |
| 36        | 1984-1985           | KSK Beveren         | Division 1             | 5e/18               |                     |
| 37        | 1985-1986           | KSK Beveren         | Division 1             | 5e/18               | C3                  |
| 38        | 1986-1987           | KSK Beveren         | Division 1             | 5e/18               | C3                  |
| 39        | 1987-1988           | KSK Beveren         | Division 1             | 14e/18              |                     |
| 40        | 1988-1989           | KSK Beveren         | Division 1             | 12e/18              |                     |
| 41        | 1989-1990           | KSK Beveren         | Division 1             | 17e/18              | Relégué             |
| 42        | 1990-1991           | KSK Beveren         | Division 2             | 1er/16              | Champion et promu   |
| 43        | 1991-1992           | KSK Beveren         | Division 1             | 12e/18              |                     |
| 44        | 1992-1993           | KSK Beveren         | Division 1             | 8e/18               |                     |
| 45        | 1993-1994           | KSK Beveren         | Division 1             | 9e/18               |                     |
| 46        | 1994-1995           | KSK Beveren         | Division 1             | 10e/18              | C4                  |
| 47        | 1995-1996           | KSK Beveren         | Division 1             | 17e/18              | Relégué             |
| 48        | 1996-1997           | KSK Beveren         | Division 2             | 1er/18              | Champion et promu   |
| 49        | 1997-1998           | KSK Beveren         | Division 1             | 16e/18              |                     |
| 50        | 1998-1999           | KSK Beveren         | Division 1             | 15e/18              |                     |
| 51        | 1999-2000           | KSK Beveren         | Division 1             | 15e/18              |                     |
| 52        | 2000-2001           | KSK Beveren         | Division 1             | 14e/18              |                     |
| 53        | 2001-2002           | KSK Beveren         | Division 1             | 18e/18              | [ saisons 9 ]       |
| 54        | 2002-2003           | KSK Beveren         | Division 1             | 11e/18              |                     |
| 55        | 2003-2004           | KSK Beveren         | Division 1             | 12e/18              | C3                  |
| 56        | 2004-2005           | KSK Beveren         | Division 1             | 16e/18              |                     |
| 57        | 2005-2006           | KSK Beveren         | Division 1             | 16e/18              |                     |
| 58        | 2006-2007           | KSK Beveren         | Division 1             | 18e/18              | Relégué             |
| 59        | 2007-2008           | KSK Beveren         | Division 2             | 9e/19               |                     |
| 60        | 2008-2009           | KSK Beveren         | Division 2             | 13e/19              |                     |
| 61        | 2009-2010           | KSK Beveren         | Division 2             | 18e/19              | Relégué             |
| 2010-2022 | Arrêt des activités | Arrêt des activités | Arrêt des activités    | Arrêt des activités | Arrêt des activités |

### Performances en Coupe de Belgique
Fondé en 1934, le KSK Beveren ne participe pas aux premières éditions de la Coupe de Belgique disputées avant la Seconde Guerre mondiale. À partir de 1953, il y prend part chaque saison, la remportant deux fois en cinq finales jouées. Le club est éliminé deux fois au stade des demi-finales et treize fois en quart de finale, dont trois fois par le KV Malines.

## Résultats lors des compétitions européennes

### Coupe des clubs champions
Grâce à ses deux titres de champions, le KSK Beveren participe à deux reprises à la Coupe des clubs champions, la plus prestigieuse compétition européenne. La première fois, en 1979-1980, il est éliminé dès le premier tour par le Servette Genève, après une défaite et un match nul. Lors de leur seconde participation en 1984-1985, il élimine les Islandais d'Akranes au premier tour grâce à un partage en déplacement au match aller et une nette victoire 5-0 au match retour. Le club est éliminé par l'IFK Göteborg en huitièmes de finale après prolongations à cause de la règle des buts marqués à l'extérieur.
| Édition   | Tour                | Adversaire      | Match aller | Match retour | Total |
| --------- | ------------------- | --------------- | ----------- | ------------ | ----- |
| 1979-1980 | Premier tour        | Servette Genève | 3-1         | 1-1          | 2-4   |
| 1984-1985 | Premier tour        | ÍA Akranes      | 2-2         | 5-0          | 7-2   |
| 1984-1985 | Huitièmes de finale | IFK Göteborg    | 1-0         | 2-1 (prol.)  | 2-2   |

### Coupe des vainqueurs de coupe
Avec ses deux Coupes de Belgique remportées, le club prend part à deux éditions de la Coupe des vainqueurs de coupe. Beveren réalise sa meilleure performance lors de sa première participation en 1978-1979, en atteignant les demi-finales de la compétition. Après un premier tour facile contre Ballymena United,, représentant d'Irlande du Nord, il élimine le NK Rijeka, vainqueur de la Coupe de Yougoslavie en huitièmes de finale. En quarts de finale, Beveren est opposé à l'Inter Milan, un des plus grands clubs européens. Il parvient à arracher un nul blanc à San Siro, et s'impose contre toute attente au match retour au Freethiel. La belle aventure prend fin en demi-finales, où le FC Barcelone, déjà tombeur du RSC Anderlecht et futur vainqueur, se montre trop fort pour les Waeslandiens.
Le club retrouve cette compétition lors de la saison 1983-1984. S'il s'impose facilement face aux Chypriotes de l'Enosis Neon Paralimni au premier tour, le club est ensuite éliminé en huitièmes de finale par Aberdeen, tenant du titre et entraîné par un certain Alex Ferguson.
| Édition   | Tour                | Adversaire            | Match aller | Match retour | Total |
| --------- | ------------------- | --------------------- | ----------- | ------------ | ----- |
| 1978-1979 | Premier tour        | Ballymena United      | 3-0         | 0-3          | 6-0   |
| 1978-1979 | Huitièmes de finale | NK Rijeka             | 0-0         | 2-0          | 2-0   |
| 1978-1979 | Quarts de finale    | Inter Milan           | 0-0         | 1-0          | 1-0   |
| 1978-1979 | Demi-finales        | FC Barcelone          | 1-0         | 0-1          | 0-2   |
| 1983-1984 | Premier tour        | Enosis Neon Paralimni | 2-4         | 3-1          | 7-3   |
| 1983-1984 | Huitièmes de finale | Aberdeen FC           | 0-0         | 4-1          | 1-4   |

### Coupe UEFA / Coupe des villes de foire
La première compétition européenne disputée par le KSK Beveren est la Coupe des villes de foires 1970-1971. Le club franchit aisément le premier tour avec deux victoires contre le Wiener Sport-Club. Il réussit ensuite l'exploit d'éliminer les Espagnols de Valence au tour suivant, grâce à une victoire à Mestalla. En huitièmes de finale face à Arsenal, il subit une lourde défaite 4-0 au match aller, qui signe son élimination de la compétition.
Le club participe pour la première fois à la Coupe UEFA en 1981-1982. Il domine les Nord-Irlandais du Linfield FC au premier tour, et rencontre le Hajduk Split en seizièmes de finale. Battu à domicile 2-3 au match aller, la victoire 1-2 au match retour n'est pas suffisante pour franchir un tour, les Yougoslaves se qualifiant grâce aux buts marqués à l'extérieur.
Beveren joue de nouveau la Coupe UEFA cinq ans plus tard. Après un premier tour difficile contre le Vålerenga, il élimine l'Athletic Bilbao, grâce à une victoire 3-1 lors du match aller à domicile. Il est éliminé en huitièmes de finale par le Torino Calcio, qui lui inflige deux défaites. L'année suivante, Beveren est de nouveau qualifié pour la Coupe UEFA. Après avoir sorti le Bohemians Prague au premier tour, il est battu aux penalties par le Vitória Guimarães en seizièmes de finale, les deux équipes l'ayant emporté 1-0 à domicile.
Il faut attendre l'édition 2004-2005 pour revoir le club en Coupe UEFA. Le club franchit les deux tours préliminaires, d'abord face au FC Vaduz, ensuite contre le Levski Sofia, et se qualifie ainsi pour la phase de groupes. Il y subit quatre défaites en autant de matches
, encaissant quinze buts pour seulement deux marqués, et termine dernier de son groupe.
| Édition   | Tour                 | Adversaire        | Match aller | Match retour | Total        |
| --------- | -------------------- | ----------------- | ----------- | ------------ | ------------ |
| 1970-1971 | Premier tour         | Wiener Sport-Club | 0-2         | 3-0          | 5-0          |
| 1970-1971 | Seizièmes de finale  | Valence           | 0-1         | 1-1          | 2-1          |
| 1970-1971 | Huitièmes de finale  | Arsenal           | 4-0         | 0-0          | 0-4          |
| 1981-1982 | Premier tour         | Linfield FC       | 3-0         | 0-5          | 8-0          |
| 1981-1982 | Seizièmes de finale  | Hajduk Split      | 2-3         | 1-2          | 4-4          |
| 1986-1987 | Premier tour         | Vålerenga         | 1-0         | 0-0          | 1-0          |
| 1986-1987 | Seizièmes de finale  | Athletic Bilbao   | 3-1         | 2-1          | 4-3          |
| 1986-1987 | Huitièmes de finale  | Torino Calcio     | 2-1         | 0-1          | 1-3          |
| 1987-1988 | Premier tour         | Bohemians Prague  | 2-0         | 1-0          | 2-1          |
| 1987-1988 | Seizièmes de finale  | Vitória Guimarães | 1-0         | 1-0          | 1-1 (t.a.b.) |
| 2004-2005 | 2e tour préliminaire | FC Vaduz          | 3-1         | 1-2          | 5-2          |
| 2004-2005 | Premier tour         | Levski Sofia      | 1-1         | 1-0          | 2-1          |
| 2004-2005 | Groupe G             | VfB Stuttgart     | 1-5         | /            | 1-5          |
| 2004-2005 | Groupe G             | Dinamo Zagreb     | 6-1         | /            | 1-6          |
| 2004-2005 | Groupe G             | Benfica Lisbonne  | 0-3         | /            | 0-3          |
| 2004-2005 | Groupe G             | SC Heerenveen     | 1-0         | /            | 0-1          |

### Coupe Intertoto
Le KSK Beveren ne participe qu'une seule fois à la Coupe Intertoto, lors de la première édition organisée par l'UEFA, en 1995. Versé dans un groupe comprenant le FC Etar Veliko Tarnovo, le Boby Brno, Groningue et le Ceahlăul Piatra Neamț, les joueurs waeslandiens terminent troisième d'un groupe remporté par ce dernier club, et sont éliminés.
| Édition | Tour                       | Adversaire             | Résultat |
| ------- | -------------------------- | ---------------------- | -------- |
| 1995    | Phase de poules (Groupe 9) | Ceahlăul Piatra Neamț  | 0-2      |
| 1995    | Phase de poules (Groupe 9) | Boby Brno              | 3-2      |
| 1995    | Phase de poules (Groupe 9) | Groningue              | 2-2      |
| 1995    | Phase de poules (Groupe 9) | FC Etar Veliko Tarnovo | 1-2      |

### Tableau récapitulatif
| Compétition                                  | Matches | Victoires | Défaites | Partages | Buts marqués | Buts encaissés |
| -------------------------------------------- | ------- | --------- | -------- | -------- | ------------ | -------------- |
| Coupe des clubs champions (C1)               | 6       | 2         | 2        | 2        | 11           | 8              |
| Coupe des vainqueurs de coupe (C2)           | 12      | 6         | 3        | 3        | 17           | 9              |
| Coupe UEFA / Coupe des villes de foires (C3) | 28      | 13        | 11       | 4        | 37           | 35             |
| Coupe Intertoto (C4)                         | 4       | 1         | 2        | 1        | 6            | 8              |
| TOTAL                                        | 50      | 22        | 18       | 10       | 71           | 60             |

## Le Freethiel
Le Freethiel est le stade historique du KSK Beveren, occupé par Waasland-Beveren depuis 2010. À l'origine une piste de cyclisme, il doit son nom à Frederik Thielemans, premier propriétaire du terrain. Lorsque les « pistiers » abandonnent la piste au début des années 1930, il propose alors au club fraîchement créé d'utiliser le terrain pour jouer ses matches à domicile. Bien que l'endroit soit bien situé pour les spectateurs, la surface de jeu sans herbe ne facilite pas la pratique du football. Lorsque le club rejoint les séries nationales en 1949, le terrain est entièrement rénové, et le club a enfin droit à un gazon digne de ce nom. Une tribune est également construite le long du terrain, les autres côtés étant bordés de dunes, où prennent place les spectateurs.
Lorsque le club atteint la Division 1, un vrai stade est bâti au Freethiel, comprenant des vestiaires séparés pour les joueurs des deux équipes, et quatre tribunes portant la capacité du stade à 16 350 places. Après des agrandissements successifs, le stade permet d'accueillir 22 000 personnes dès le milieu des années 1970. Jusqu'au début des années 1990, le stade est un des plus appréciés de l'élite et répond aux normes européennes pour accueillir des rencontres de Coupe d'Europe. Mais le durcissement de celles-ci, conjugué à la modernisation des autres stades de première division font apparaître des manquements au niveau de la structure du stade et de la sécurité. Une tribune doit être fermée quelques années plus tard pour cette raison.
Des projets de modernisation sont évoqués dès 2005, et finalisés en 2008. Les travaux débutent réellement en juin de la même année par la destruction et la reconstruction de la tribune condamnée. Les autres tribunes doivent également être rénovées, mais aucune date n'a encore été fixée pour les travaux. En 2011, la capacité du stade est de 13 290 places.

## Personnalités du club

### Présidents
Jusqu'en 1969, le club est dirigé par un groupe de personnes sans fonctions particulières. Le club commençant à prendre un certain essor au niveau national avec l'accession à la Division 1, il est décidé de le structurer et un premier conseil d'administration est désigné, avec à sa tête Louis Verhaert, qui devient donc le premier à occuper le poste de président officiellement. Il met en place la célèbre école des gardiens de but et attire quelques joueurs étrangers de qualité pour relever le niveau de l'équipe et viser la participation aux compétitions européennes. Après la victoire en Coupe de Belgique 1978, il cède sa place à Jan van Ussel, le vice-président, membre du comité de direction du club depuis 1953 et pharmacien de profession. Ce dernier reste associé à la grande époque du club waeslandien, qui remporte cinq trophées durant son mandat de président, dont deux titres de champion de Belgique. Il se retire cependant sur une fausse note après la relégation du club en Division 2 en octobre 1990.
Gerry Smet prend alors la direction du club et après lui avoir permis de revenir deux fois parmi l'élite après autant de relégations, en 1991 et 1997, il passe le flambeau à Frans van Hoof, qui exerce la fonction pendant dix ans. Ce dernier met sur pieds les partenariats avec Arsenal et l'académie de Jean-Marc Guillou, permettant au club de vivre quelques dernières bonnes saisons. Après la relégation du club en deuxième division en 2007, il est remplacé par Dirk Verelst, qui sera le dernier président du club jusqu'à sa cessation d'activités en 2010.
| # | Nom            | Début | Fin  | Trophées                             |
| - | -------------- | ----- | ---- | ------------------------------------ |
| 1 | Louis Verhaert | 1969  | 1978 | 1x Coupe                             |
| 2 | Jan van Ussel  | 1978  | 1990 | 2x Champion, 1x Coupe, 2x Supercoupe |
| 3 | Gerry Smet     | 1990  | 1997 |                                      |
| 4 | Frans van Hoof | 1997  | 2007 |                                      |
| 5 | Dirk Verelst   | 2007  | 2010 |                                      |

### Entraîneurs
Quarante entraîneurs différents ont dirigé l'équipe de Beveren entre 1938 et 2010, dont quelques-uns effectuent plusieurs passages par le club. Le premier entraîneur du club est Jos Hanssen, qui entame son mandat en 1938, quatre ans après la fondation du club. Auparavant, les joueurs s'entraînaient sans coach. Suivent ensuite douze techniciens différents jusqu'en 1966, dont les plus importants pour le club sont Jos Demolie, qui atteint les séries nationales pour la première fois, Alphonse De Winter, qui fait monter le club en Division 3 en 1963, et Omer Van Boxelaer qui l'amène en Division 2 trois ans plus tard. Guy Thys, encore relativement inconnu à l'époque, prend alors les rênes de l'équipe, et devient le premier à emmener le club en première division belge, ce qui lancera véritablement sa carrière.
Après que Rik Matthys a ramené le club en première division en 1973 sans y réaliser de bons résultats, Urbain Braems est nommé entraîneur du club en 1975. Il en deviendra l'icône emblématique du « petit banc » en remportant le premier trophée du club, la Coupe de Belgique 1978. Il quitte ensuite le club pour le voisin de Lokeren, et recommande de nommer Rik Pauwels, entraîneur des espoirs de Berchem Sport, pour lui succéder. Les dirigeants suivent l'avis de Braems, avec des résultats encore meilleurs. Associé à Robert Goethals, l'entraîneur anversois décroche le premier titre de champion du club dès sa première saison, suivi par la première Supercoupe de Belgique, et reste associé à la « Génération dorée » du KSK.
En 1981, Urbain Braems revient au club, remplacer Pauwels parti à Waterschei. Ce dernier revient à Beveren un an plus tard comme entraîneur-adjoint, et le duo remporte une seconde Coupe de Belgique en 1983, suivie un an plus tard par le second titre de champion de Belgique du club, ainsi que la Supercoupe de Belgique. Braems quitte ensuite le club, remplacé par Pauwels pour les deux saisons suivantes. Quand il quitte à son tour le club en 1986, le dernier vestige de la grande époque du KSK Beveren s'en va, et le club perd ensuite de sa stabilité. Pauwels revient une dernière fois à Beveren en 1989 mais les résultats sont loin des attentes des dirigeants et il est licencié en janvier 1990.
Sur les 24 saisons suivantes, 22 entraîneurs différents dirigent l'équipe première, certains à deux reprises. Deux coaches remportent le championnat de Division 2, Johan Boskamp en 1991 et Paul Theunis en 1997. Edy De Bolle, qui succède en cours de saison à Walter Meeuws, est le dernier à diriger le club en première division en 2006-2007. David Penneman, remplaçant Boskamp à partir de la trêve hivernale, est le dernier entraîneur du club en 2010.

### Anciens joueurs importants

#### Internationaux belges

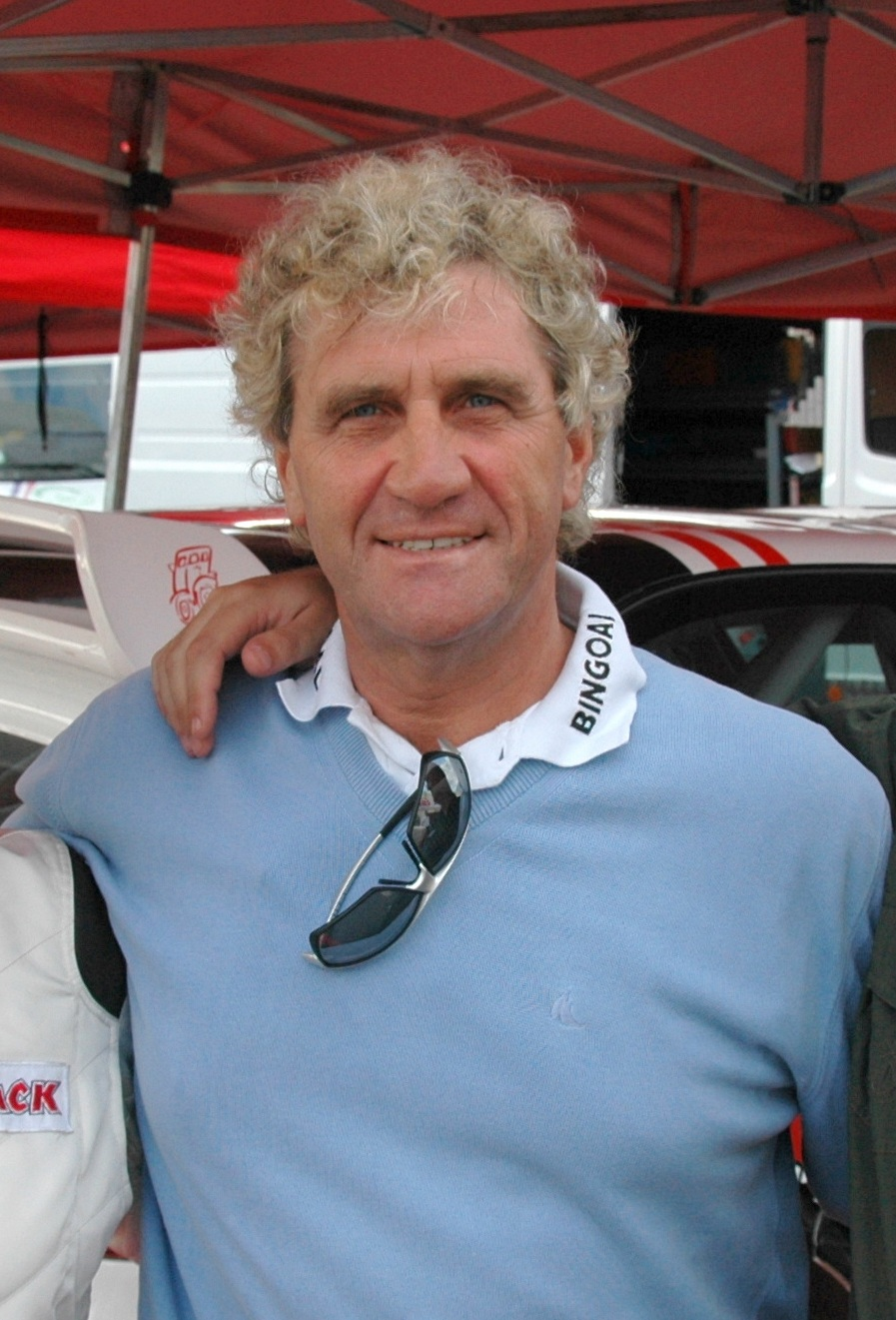
Jean-Marie Pfaff est un joueur emblématique du club.

Plusieurs joueurs ont marqué l'histoire du KSK Beveren durant ses 76 ans d'existence. Le premier joueur du club à réussir une carrière de haut niveau est Wilfried Van Moer. Il est formé au club, et débute dans l'équipe A en 1964, alors que le club évolue encore en troisième division. En fin de saison, il est transféré par l'Antwerp, alors en Division 1, et remportera le premier de ses trois Souliers d'or 18 mois plus tard.
Mais le joueur le plus emblématique du club est certainement le gardien Jean-Marie Pfaff. Il intègre l'équipe première en 1973, et succède à Christian Piot dans les buts de l'équipe nationale belge trois ans plus tard. Avec le club waeslandien, il remporte une Coupe de Belgique ainsi qu'un titre de champion de Belgique, les deux premiers trophées de l'histoire du club. À titre individuel, il reçoit le Soulier d'or en 1978, devenant ainsi le premier joueur du club à obtenir ce trophée. Il quitte le club en 1982 pour rejoindre le Bayern Munich, où il poursuit sa brillante carrière. Ses « héritiers » successifs à Beveren, notamment Filip De Wilde et Geert De Vlieger, porteront également le maillot des Diables Rouges dans les années 1990 et 2000.
D'autres joueurs se sont révélés aux côtés de Pfaff à Beveren à la fin des années 1970, et sont devenus ensuite internationaux, participant à la Coupe du monde ou au Championnat d'Europe. Parmi ceux-ci, on peut citer le capitaine Jean Janssens, premier joueur du club à porter le maillot des « Diables Rouges » en 1969 et Soulier d'or 1979, le défenseur Marc Baecke, quinze fois international et titulaire lors de la Coupe du monde 1982 et l'Euro 1984, ou encore le milieu de terrain Albert Cluytens, douze fois international et qui connaîtra l'apogée de sa carrière en remportant la Coupe des vainqueurs de coupe 1988 avec le FC Malines. Au total, 28 internationaux belges sont passés par le KSK Beveren mais seulement huit d'entre eux ont été sélectionnés pendant leur période au club.
| Joueur            | Période à Beveren      | Période internationale | Sélections (à Beveren) |
| ----------------- | ---------------------- | ---------------------- | ---------------------- |
| Jean-Marie Pfaff  | 1973-1982              | 1976-1987              | 64 (40)                |
| Wilfried Van Moer | 1964-1965 et 1980-1982 | 1966-1982              | 57 (12)                |
| Marc Baecke       | 1976-1986              | 1977-1984              | 15 (15)                |
| Albert Cluytens   | 1974-1981              | 1977-1981              | 12 (12)                |
| Jean Janssens     | 1967-1982              | 1969-1979              | 8 (8)                  |
| Paul Lambrichts   | 1982-1988              | 1984                   | 5 (5)                  |
| Eddy Jaspers      | 1976-1986              | 1984                   | 3 (3)                  |
| Paul Theunis      | 1981-1987              | 1984                   | 2 (2)                  |

#### Quelques joueurs étrangers
Des joueurs étrangers de renom sont aussi passés par Beveren, beaucoup ayant lancé leur carrière grâce au club. Les Allemands Heinz Schönberger et Erwin Albert sont les fers de lance de l'attaque beverenoise lors des plus belles années du club. Ce dernier termine la saison du premier titre en tant que meilleur buteur, ce qu'aucun autre joueur du club n'a réussi. En 1986, l'ex-international anglais David Fairclough, vainqueur de trois Coupe des clubs champions et six fois champion d'Angleterre avec Liverpool, vient jouer trois saisons en Belgique à Beveren. En 1989, il est remplacé par le buteur néerlandais Peter van Vossen, qui commence sa carrière professionnelle au KSK, avant de partir ensuite vers Anderlecht, l'Ajax Amsterdam et les Glasgow Rangers, clubs avec lesquels il est chaque fois champion national. Il portera également le maillot de l'équipe nationale des Pays-Bas, participant à la Coupe du monde 1994 et à l'Euro 2000.
L'attaquant guinéen Souleymane Oularé commence sa carrière en première division au KSK Beveren en 1992 et devient international dans la foulée. Un an plus tard, il est rejoint par le Slovène Sašo Udovič, qui deviendra également international grâce à ses performances avec Beveren. Il est toujours aujourd'hui le deuxième meilleur buteur de l'histoire de sa sélection.
À la fin du XXe siècle, les frères Żewłakow, Marcin et Michał, se sont véritablement révélés lors de leur prêt d'une saison à Beveren, au terme de laquelle ils sont devenus internationaux polonais. Après leur départ, le club parvient à attirer l'avant-centre international lituanien Tomas Danilevičius, aujourd'hui meilleur marqueur de tous les temps pour son pays. Il ne reste qu'une saison à Beveren puis s'en va poursuivre sa carrière en Italie. Réserviste à Arsenal, l'international letton Igors Stepanovs est venu relancer sa carrière à Beveren lors de la saison 2003-2004, participant ensuite à l'Euro 2004. Le milieu de terrain Kuami Agboh participe à la Coupe du monde 2006 après avoir joué une saison à Beveren.

#### La colonie ivoirienne

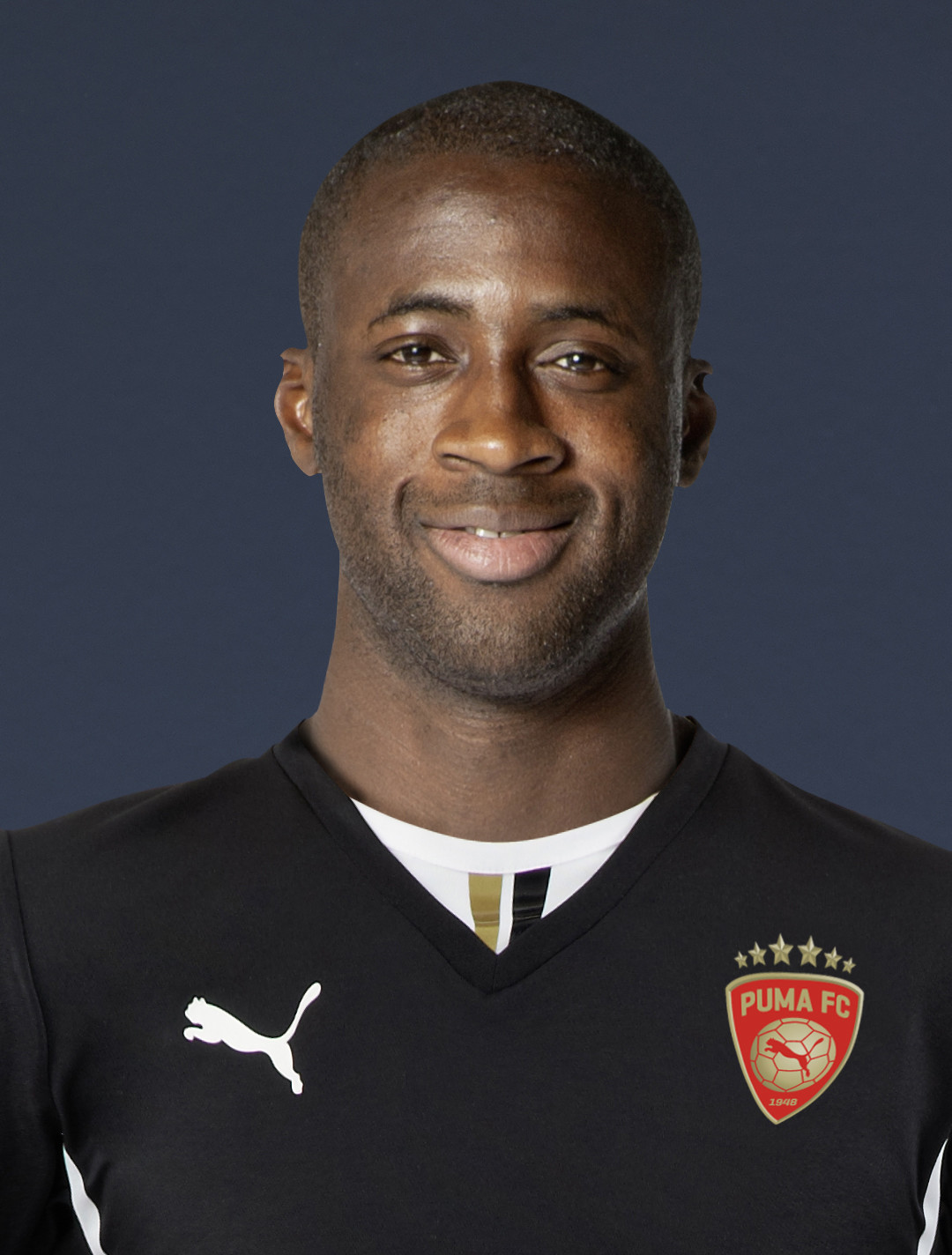
Yaya Touré a commencé sa carrière au KSK Beveren.

Au début du XXIe siècle, le club est au bord de la faillite. Il est sauvé par le manager français Jean-Marc Guillou, directeur d'une académie de football à Abidjan, et qui souhaite mettre ses meilleurs joueurs en vitrine dans un championnat européen. C'est ainsi que débarquent à Beveren plusieurs joueurs ivoiriens, laissant tout d'abord sceptiques les supporters du club. Mais après des débuts difficiles, les Africains s'habituent à la compétition belge, et apportent une touche technique qui fait souvent défaut dans les autres équipes. En quelques saisons, plusieurs joueurs passent du statut d'inconnu à celui d'international, ce qui leur offre des transferts vers de plus grands clubs.
Emmanuel Eboué rejoint Arsenal, où il sera titulaire pendant plusieurs saisons. Yaya Touré est un pion de base de Barcelone quand le club réalise le fameux « sextuplé », et joue un rôle prépondérant dans les bonnes performances de Manchester City depuis son transfert en 2010. Romaric N'Dri Koffi s'est imposé comme une valeur sûre à Séville, club avec lequel il remporte la Coupe du Roi 2010. Gervinho devient un des joueurs les plus importants de son club lors du doublé Championnat-Coupe réalisé par Lille en 2011 et a ensuite évolué à Arsenal, puis à l'AS Rome, Arthur Boka remporte le championnat d'Allemagne en 2007 avec Stuttgart. D'autres joueurs passés par Beveren porteront le maillot national ivoirien. Ainsi, on compte six joueurs ou anciens joueurs du club dans la sélection qui participe à la Coupe du monde 2006, la première pour la Côte d'Ivoire. Ils sont encore quatre anciens du club à disputer l'édition 2014 au Brésil.

## Identité du club

### L'école des gardiens beverenoise
À partir des années 1970, le club waeslandien se forge une réputation nationale pour la qualité de la formation de ses gardiens de but. Conscients de la spécificité du poste, des entraîneurs spécialisés sont engagés pour s'occuper de tous les portiers des équipes de jeunes. Cette « école des gardiens » va former pendant près de trente ans des gardiens de but de niveau international, défendant les filets de l'équipe première, ainsi que de l'équipe nationale.
Le premier de cette « dynastie » n'est autre que Jean-Marie Pfaff, qui intègre le noyau A en 1973, et devient international trois ans plus tard. Après son départ pour le Bayern Munich en 1982, il est remplacé par un autre produit du club, Filip De Wilde, qui devient également international à la fin des années 1980. Transféré à Anderlecht en 1989, il laisse sa place au jeune Geert De Vlieger. Ce dernier lui succèdera à Anderlecht et en équipe nationale quelques années plus tard. Le successeur de De Vlieger, Erwin Lemmens, sera également international à deux reprises. Et enfin, le dernier de la lignée beverenoise, Tristan Peersman, passera également par Anderlecht et les Diables Rouges, mais sans connaître autant de succès que ses illustres prédécesseurs.

### Supporters
Le KSK Beveren a toujours eu l'image d'un club populaire, dans le sens « issu du peuple », à l'opposé de clubs dits « de bourgeois ». Malgré le nombre d'habitants relativement faible de la commune, les résultats du club sont très suivis par ceux-ci. Déjà en 1949, alors que le club évolue en deuxième division régionale, il attire une assistance record de 4 000 personnes pour le match décisif pour la montée parmi l'élite provinciale. Après les transformations successives du stade portant sa capacité maximale à environ 22 000, le club établit un record de spectateurs lors de la demi-finale retour de Coupe des vainqueurs de Coupe contre le FC Barcelone, avec la présence de 19 780 personnes dans les tribunes.
Au début des années 1980, le KSK Beveren est un des clubs les plus suivis de Belgique. Le 27 avril 1982, on compte 16 987 supporters pour un match contre le Sporting Anderlecht. Lors de la saison 1983-1984, année du second titre, l'assistance moyenne est de 9 671 personnes, un record pour le club. À partir de la fin de la décennie, les résultats moins bons du club font que les tribunes sont de plus en plus désertées. Seuls quelques milliers de fidèles assistent encore à toutes les rencontres de leur équipe.
| Saison     | 2000-2001 | 2001-2002 | 2002-2003 | 2003-2004 | 2004-2005 | 2005-2006 | 2006-2007 | 2007-2008 | 2008-2009 | 2009-2010 |
| Affluences | 5 382     | 4 112     | 4 418     | 5 288     | 4 265     | 4 559     | 5 059     | 3 000     | 3 361     | 2 975     |

### Rivalités

#### Rivalités régionales
Dès qu'ils ont commencé à se rencontrer dans les séries nationales, le KSK Beveren a entretenu une forte rivalité avec le KSC Lokeren et les clubs de Saint-Nicolas, l'Excelsior et le Sportkring. Ces trois villes étant assez proches géographiquement, cette rivalité s'est rapidement étendue dans tout le pays de Waes, exacerbée par les médias locaux et les supporters des différents clubs concernés.
| Compétition       | Matches | Victoires du KSK Beveren | Matches nuls | Victoires du Sint-Niklaasse SK | Buts pour le KSK Beveren | Buts pour le Sint-Niklaasse SK |
| ----------------- | ------- | ------------------------ | ------------ | ------------------------------ | ------------------------ | ------------------------------ |
| Division 1        | 2       | 2                        | 0            | 0                              | 6                        | 1                              |
| Division 2        | 6       | 4                        | 2            | 0                              | 15                       | 5                              |
| Division 3        | 2       | 0                        | 0            | 2                              | 1                        | 4                              |
| Coupe de Belgique | 7       | 5                        | 0            | 2                              | 22                       | 7                              |
| Total             | 17      | 11                       | 2            | 4                              | 44                       | 17                             |

#### Derby waeslandien: rivalité avec Lokeren
À partir des années 1970, cette rivalité s'est surtout réduite à l'opposition Beveren-Lokeren, qui se croisent régulièrement en première division, tandis que les clubs de Saint-Nicolas sont cantonnés aux divisions inférieures. Cette opposition est souvent appelée « derby waeslandien » (ou « derby du Pays de Waes ») par les journalistes sportifs.
Pendant longtemps, les deux clubs sont également rivaux sportifs, luttant tous deux soit pour une place européenne, soit pour leur maintien. Du milieu des années 1970 au milieu des années 1980, Lokeren et Beveren font partie du « subtop » belge, et participent à plusieurs reprises aux compétitions européennes. Mais là où Beveren parvient à remporter deux championnats et deux Coupes de Belgique, Lokeren doit se contenter d'une place de vice-champion et d'une finale perdue, toutes deux en 1981. Cette grande différence au niveau du palmarès a longtemps fait la fierté des supporters Jaune et bleu.
Mais dès la fin des années 1980, les deux clubs ne font plus le poids face aux ténors du championnat, et luttent le plus souvent pour leur maintien. Tour à tour, les deux clubs culbutent à l'échelon inférieur. D'abord Beveren en 1990, qui remonte après une saison. Lokeren est relégué en 1993, et prend trois ans à remonter. Durant le séjour de Lokeren dans l'anti-chambre de l'élite, le sort réunit à nouveau les deux clubs qui se rencontrent en huitièmes de finale de la Coupe de Belgique 1994-1995. La différence de niveau est alors flagrante, et Beveren remporte à cette occasion sa plus large victoire face à son voisin : 0-7. Lorsque Lokeren remonte en D1 en 1996, il croise la route de son voisin, à nouveau relégué en Division 2. Les premières allusions à une fusion des deux entités voient le jour dans la presse, et ne sont pas démenties par les dirigeants qui affirment « y réfléchir ».
Le SK Beveren remonte parmi l'élite en 1997 et y retrouve son rival waeslandien. Les confrontations entre les deux clubs sont toujours aussi animées et attendues par les supporters, mais les ambitions des deux équipes sont désormais totalement opposées. Sous l'impulsion de son président-mécène Roger Lambrecht, Lokeren veut s'installer de manière durable derrière les "grands" habituels du championnat et jouer régulièrement la Coupe d'Europe, tandis que Beveren se contente de jouer le maintien en première division. De nouveau, des projets de fusion sont évoqués, en y incluant le SK Saint-Nicolas, pour former un grand club dans la région. Mais les pouvoirs publics, ayant investi dans les infrastructures des trois clubs, se joignent aux supporters contre ce projet.
Malgré les résultats généralement anecdotiques de leurs confrontations par rapport au classement final de la première division belge, les rencontres entre Beveren et Lokeren ont parfois décidé du sort d'un, voire des deux clubs. Ainsi, en 1997-1998, Beveren se sauve de justesse, grâce notamment à deux victoires sur son rival, dont une à la 32e journée, qui annihile les espoirs de Lokeren de disputer la prochaine Coupe UEFA. Neuf ans plus tard, Beveren occupe l'avant-dernière place du classement avant la dernière journée, qui voit Lokeren accueillir le Lierse, dernier avec deux points de moins. La défaite du club du Freethiel, conjuguée à la large victoire des lierrois au Daknam, précipite les joueurs de Beveren en Division 2. Quelques jours plus tôt, un nouveau projet de fusion initié par Roger Lambrecht avait échoué face à la colère des supporters de Beveren. Après cette relégation, il n'y aura plus de rencontre officielle entre les deux clubs.
| Compétition       | Matches | Victoires du KSK Beveren | Matches nuls | Victoires du KSC Lokeren | Buts pour le KSK Beveren | Buts pour le KSC Lokeren |
| ----------------- | ------- | ------------------------ | ------------ | ------------------------ | ------------------------ | ------------------------ |
| Division 1        | 58      | 20                       | 15           | 23                       | 67                       | 76                       |
| Division 2        | 2       | 1                        | 1            | 0                        | 3                        | 2                        |
| Promotion         | 2       | 0                        | 1            | 1                        | 3                        | 4                        |
| Coupe de Belgique | 11      | 7                        | 2            | 2                        | 24                       | 10                       |
| Total             | 73      | 28                       | 19           | 26                       | 97                       | 92                       |

##### Joueurs de Beveren et de Lokeren
Les joueurs ayant porté le maillot des deux clubs sont assez peu nombreux et ces cas relèvent rarement d'un transfert direct d'une équipe à l'autre. Après cinq saisons à Lokeren durant lesquelles il ne joue presque pas, le gardien international nigérian Peter Rufai est transféré en 1992 par Beveren pour être la doublure de Geert De Vlieger. Il ne jouera jamais et quittera le club après une saison. L'attaquant congolais Elos Elonga-Ekakia vit une situation inverse. Après une saison 1993-1994 sans jouer à Beveren, il part à Lokeren, où il reste quatre ans et devient international.
L'attaquant néerlandais Remco Torken joue une saison à Lokeren en 1995-1996 avant de partir tenter sa chance en Espagne, au CP Mérida. Après un an, il revient en Belgique et rejoint le KSK Beveren. Le milieu de terrain Karel Snoeckx joue à Lokeren de 1997 à 1999 puis à Beveren de 2006 à 2008, sans connaître beaucoup de succès d'un côté comme de l'autre. Formé à Beveren où il remplace Jean-Marie Pfaff, Filip De Wilde termine sa carrière en Division 1 à Lokeren de janvier à juin 2004.
Le dernier transfert direct de Beveren vers Lokeren est celui du gardien international ivoirien Boubacar Barry Copa en 2007. Annoncé juste après la relégation de Beveren en Division 2 liée à une défaite de Lokeren face au Lierse, concurrent direct dans la lutte pour le maintien, il provoque d'abord des réactions négatives chez certains supporters beverenois, qui se montrent néanmoins dans l'ensemble compréhensifs envers leur portier. Sa doublure de l'époque, Davino Verhulst, quitte Beveren en même temps pour les Pays-Bas. En 2013, il rejoint Lokeren, où il est de nouveau le remplaçant de Copa.
| Joueurs             | À Beveren,           | À Beveren, | À Beveren, | À Lokeren,           | À Lokeren, | À Lokeren, |
| Joueurs             | Période(s)           | Matches    | Buts       | Période(s)           | Matches    | Buts       |
| ------------------- | -------------------- | ---------- | ---------- | -------------------- | ---------- | ---------- |
| Sadio Ba            | 2007-2009            | 53         | 0          | 1992-1993            | 1          | 0          |
| Jacky Boonen        | 1992-1995            | 97         | 8          | 1995-1998            | 57         | 6          |
| Cyriel Braem        | 1967-1971            | 21         | 3          | 1971-1972            | ?          | ?          |
| Boubacar Barry Copa | 2003-2007            | 107        | 0          | 2007-...             | 228        | 1          |
| Florin Cornateanu   | 1996-1997            | 26         | 1          | 1995-1996, 1997-1998 | 5          | 1          |
| Filip De Wilde      | 1980-1987            | 177        | 0          | 2004                 | 17         | 0          |
| Stijn De Wilde      | 2009-2010            | 28         | 1          | 2007-2009            | 15         | 2          |
| Elos Elonga-Ekakia  | 1993-1994            | 0          | 0          | 1994-1998            | 86         | 29         |
| Peter Rufai         | 1992-1993            | 0          | 0          | 1987-1989            | 5          | 0          |
| Karel Snoeckx       | 2006-2008            | 57         | 4          | 1997-1999            | 62         | 6          |
| Patrick Stalmans    | 1982-1988            | 110        | 10         | 1988-1991            | 60         | 2          |
| Olivier Tia         | 2004-2005            | 12         | 1          | 2005                 | 0          | 0          |
| Remco Torken        | 1997-1998, 1999-2001 | 97         | 33         | 1995-1997            | 51         | 33         |
| Rudi Van Goethem    | 1972-1976, 1978-1980 | 48         | 2          | 1983-1985            | ?          | ?          |
| Hervé Van Overtvelt | 1989-1996            | 164        | 26         | 1996-1998            | 12         | 0          |
| Stefan Vereycken    | 1988-1989            | ?          | ?          | 1994-1995            | 23         | 4          |
| Davino Verhulst     | 2004-2007            | 10         | 0          | 2013-...             | 18         | 0          |

## Équipe féminine
Une section féminine est créée en 2009, et inscrite au championnat provincial. Plusieurs équipes d'âge voient le jour dans les mois suivants. Depuis l'absorption de l'équipe première par le Red Star Waasland, elle a « hérité » du matricule 2300 du club. Le site officiel lui est aujourd'hui exclusivement consacré, et présente les calendriers et résultats des différentes équipes du club. Championne lors de ses trois premières saisons d'existence, l'équipe évolue depuis 2012 en Division 3 féminine.